# Onishi Yuki
Yuki Onishi (sinh ngày 30 tháng 7 năm 1996) là một cầu thủ bóng đá người Nhật Bản.

## Sự nghiệp câu lạc bộ
Yuki Onishi đã từng chơi cho Kyoto Sanga FC và Nara Club.